# Olympische Sommerspiele 2012/Moderner Fünfkampf
Bei den XXX. Olympischen Sommerspielen 2012 in London fanden zwei Wettbewerbe im Modernen Fünfkampf statt, je einer für Frauen und Männer.
Erstmals wurden das Schießen und der Crosslauf gemeinsam als sogenanntes Combined zum Abschluss des Wettkampfs durchgeführt. Dabei mussten die Athleten nach jeweils einem Kilometer je fünf Schüsse abfeuern. Sie verwendeten dabei nicht wie bisher üblich eine Luftpistole, sondern eine Laserpistole.

## Medaillenspiegel
| Platz | Land           | Gold | Silber | Bronze | Gesamt |
| ----- | -------------- | ---- | ------ | ------ | ------ |
| 1     | Litauen        | 1    | –      | –      | 1      |
| 1     | Tschechien     | 1    | –      | –      | 1      |
| 3     | China          | –    | 1      | –      | 1      |
| 3     | Großbritannien | –    | 1      | –      | 1      |
| 5     | Brasilien      | –    | –      | 1      | 1      |
| 5     | Ungarn         | –    | –      | 1      | 1      |

## Zeitplan
| Zeit Männer (11.08.) | Zeit Frauen (12.08.) | Sportart                               | Wettkampfstätte        |
| -------------------- | -------------------- | -------------------------------------- | ---------------------- |
| 08:45                | 08:00                | Degenfechten                           | Copper Box             |
| 13:20                | 12:35                | 200 m Freistilschwimmen                | London Aquatics Centre |
| 15:20                | 14:35                | Springreiten                           | Greenwich Park         |
| 19:00                | 18:00                | Combined (3000 m Crosslauf / Schießen) | Greenwich Park         |

## Ergebnisse

### Einzel Männer
| Platz | Land | Sportler                | Fechten Siege/Punkte | Schwimmen Zeit/Punkte | Reiten Zeit/Punkte | Combined Zeit/Punkte | Punkte total |
| ----- | ---- | ----------------------- | -------------------- | --------------------- | ------------------ | -------------------- | ------------ |
| 1     | CZE  | David Svoboda           | 26 (1024)            | 2:04,84 min (1304)    | 77,28 s (1132)     | 10:33,02 min (2468)  | 5928 OR      |
| 2     | CHN  | Cao Zhongrong           | 25 (1000)            | 1:58,93 min (1376)    | 74,62 s (1080)     | 10:38,02 min (2448)  | 5904         |
| 3     | HUN  | Ádám Marosi             | 20 0(880)            | 2:02,08 min (1336)    | 75,94 s (1200)     | 10:45,72 min (2420)  | 5836         |
| 4     | RUS  | Alexander Lessun        | 25 (1000)            | 2:04,29 min (1312)    | 77,61 s (1112)     | 11:05,83 min (2340)  | 5764         |
| 5     | GER  | Steffen Gebhardt        | 20 0(880)            | 2:07,08 min (1276)    | 72,11 s (1160)     | 10:37,16 min (2452)  | 5756         |
| 6     | AUT  | Thomas Daniel           | 17 0(808)            | 2:09,23 min (1252)    | 73,56 s (1180)     | 10:24,02 min (2504)  | 5744         |
| 7     | RUS  | Andrei Moissejew        | 22 0(928)            | 2:02,71 min (1328)    | 70,65 s (1140)     | 11:05,28 min (2340)  | 5736         |
| 8     | LTU  | Justinas Kinderis       | 15 0(760)            | 2:04,35 min (1308)    | 72,78 s (1140)     | 10:19,34 min (2524)  | 5732         |
| 9     | ITA  | Riccardo De Luca        | 16 0(784)            | 2:08,29 min (1264)    | 72,09 s (1200)     | 10:32,34 min (2472)  | 5720         |
| 10    | GBR  | Nicholas Woodbridge     | 17 0(808)            | 1:57,32 min (1396)    | 81,22 s (1156)     | 11:01,66 min (2356)  | 5716         |
| 11    | KOR  | Jung Jin-hwa            | 16 0(784)            | 2:00,25 min (1360)    | 70,01 s (1160)     | 10:57,17 min (2372)  | 5676         |
| 12    | HUN  | Róbert Kasza            | 20 0(880)            | 2:01,59 min (1344)    | 74,57 s (1200)     | 11:27,85 min (2252)  | 5676         |
| 13    | GBR  | Samuel Weale            | 17 0(808)            | 2:03,40 min (1320)    | 76,68 s (1176)     | 11:00,00 min (2360)  | 5664         |
| 14    | MEX  | Óscar Soto              | 16 0(784)            | 2:10,98 min (1232)    | 76,38 s (1176)     | 10:34,42 min (2464)  | 5656         |
| 15    | CZE  | Ondřej Polívka          | 12 0(688)            | 2:02,71 min (1328)    | 76,14 s (1136)     | 10:25,99 min (2500)  | 5652         |
| 16    | BLR  | Stanislau Schurauljou   | 20 0(880)            | 2:06,80 min (1280)    | 70,07 s (1120)     | 10:58,10 min (2368)  | 5648         |
| 17    | FRA  | Christopher Patte       | 16 0(784)            | 2:05,99 min (1292)    | 76,38 s (1116)     | 10:43,96 min (2428)  | 5620         |
| 18    | CHI  | Esteban Bustos          | 15 0(760)            | 2:10,52 min (1236)    | 68,58 s (1160)     | 10:38,72 min (2448)  | 5604         |
| 19    | LAT  | Deniss Čerkovskis       | 23 0(952)            | 2:10,78 min (1232)    | 91,78 s 0(976)     | 10:46,88 min (2416)  | 5576         |
| 20    | ITA  | Nicola Benedetti        | 17 0(808)            | 2:18,47 min (1140)    | 84,16 s (1084)     | 10:16,92 min (2536)  | 5568         |
| 21    | KAZ  | Rustem Sabirchusin      | 19 0(856)            | 2:13,21 min (1204)    | 72,42 s (1100)     | 10:49,57 min (2404)  | 5564         |
| 22    | JPN  | Shinichi Tomii          | 18 0(832)            | 2:01,19 min (1348)    | 88,57 s (1088)     | 11:19,13 min (2284)  | 5552         |
| 23    | UKR  | Pawlo Tymoschtschenko   | 13 0(712)            | 2:08,15 min (1264)    | 69,63 s (1140)     | 10:48,37 min (2408)  | 5524         |
| 24    | POL  | Szymon Staśkiewicz      | 14 0(736)            | 2:11,54 min (1224)    | 75,21 s (1180)     | 10:56,31 min (2376)  | 5516         |
| 25    | IRL  | Arthur Lanigan-O’Keeffe | 14 0(736)            | 2:02,44 min (1332)    | 85,13 s (1120)     | 11:08,69 min (2328)  | 5516         |
| 26    | GER  | Stefan Köllner          | 16 0(784)            | 2:11,71 min (1220)    | 70,47 s (1120)     | 10:59,16 min (2364)  | 5488         |
| 27    | AUS  | Edward Fernon           | 14 0(736)            | 2:13,10 min (1204)    | 87,40 s (1152)     | 10:48,19 min (2408)  | 5480         |
| 28    | EGY  | Yasser Hefny            | 17 0(808)            | 2:05,90 min (1292)    | 80,39 s (1080)     | 11:25,53 min (2260)  | 5440         |
| 29    | KAZ  | Pawel Iljaschenko       | 15 0(760)            | 2:06,62 min (1244)    | 96,94 s (1036)     | 10:49,80 min (2404)  | 5432         |
| 30    | BLR  | Dsmitryj Meljach        | 17 0(808)            | 2:03,67 min (1316)    | 78,50 s (1028)     | 11:33,18 min (2228)  | 5380         |
| 31    | GUA  | Andrei Gheorghe         | 15 0(760)            | 2:13,89 min (1196)    | 77,04 s (1112)     | 11:15,58 min (2300)  | 5368         |
| 32    | USA  | Dennis Bowsher          | 12 0(688)            | 2:05,15 min (1300)    | 81,36 s (1076)     | 10:25,09 min (2260)  | 5324         |
| 33    | EGY  | Amro El-Geziry          | 18 0(832)            | 1:55,70 min (1412)    | 111,42 s (856)     | 11:42,44 min (2192)  | 5292         |
| 34    | KOR  | Hwang Woo-jin           | 14 0(736)            | 2:01,14 min (1348)    | 146,83 s (736)     | 12:08,88 min (2088)  | 4908         |
| 35    | UKR  | Dmytro Kirpuljanskyj    | 17 0(808)            | 2:04,83 min (1304)    | DNF (580)          | 11:18,80 min (2288)  | 4740         |
| 36    | CHN  | Wang Guan               | 12 0(688)            | 2:12,13 min (1216)    | DNS                | DNS                  | 1904         |

### Einzel Frauen
| Platz | Land | Sportlerin                  | Fechten Siege/Punkte | Schwimmen Zeit/Punkte | Reiten Zeit/Punkte | Combined Zeit/Punkte | Punkte total |
| ----- | ---- | --------------------------- | -------------------- | --------------------- | ------------------ | -------------------- | ------------ |
| 1     | LTU  | Laura Asadauskaitė          | 23 0(952)            | 2:18,67 min (1136)    | 72,26 s (1180)     | 11:55,64 min (2140)  | 5408 OR      |
| 2     | GBR  | Samantha Murray             | 18 0(832)            | 2:08,20 min (1264)    | 80,27 s (1140)     | 12:00,59 min (2120)  | 5356         |
| 3     | BRA  | Yane Marques                | 21 0(904)            | 2:12,39 min (1212)    | 77,71 s (1152)     | 12:12,08 min (2072)  | 5340         |
| 4     | USA  | Margaux Isaksen             | 22 0(928)            | 2:18,53 min (1140)    | 61,56 s (1120)     | 11:54,51 min (2144)  | 5332         |
| 5     | CHN  | Chen Qian                   | 21 0(904)            | 2:17,77 min (1148)    | 85,30 s (1120)     | 11:52,20 min (2152)  | 5324         |
| 6     | BLR  | Nastassja Prakapenka        | 15 0(760)            | 2:28,50 min (1020)    | 73,16 s (1140)     | 11:06,00 min (2336)  | 5256         |
| 7     | AUS  | Chloe Esposito              | 14 0(736)            | 2:12,28 min (1216)    | 76,74 s (1156)     | 11:55,40 min (2140)  | 5248         |
| 8     | LAT  | Jeļena Rubļevska            | 25 (1000)            | 2:26,93 min (1040)    | 81,41 s (1136)     | 12:17,22 min (2052)  | 5228         |
| 9     | IRL  | Natalya Coyle               | 19 0(856)            | 2:19,17 min (1132)    | 72,20 s (1160)     | 12:12,45 min (2072)  | 5220         |
| 10    | UKR  | Iryna Chochlowa             | 18 0(832)            | 2:16,22 min (1168)    | 72,90 s (1200)     | 12:32,44 min (1992)  | 5192         |
| 11    | CAN  | Melanie McCann              | 19 0(856)            | 2:21,56 min (1104)    | 72,20 s (1180)     | 12:20,23 min (2040)  | 5180         |
| 12    | LTU  | Gintarė Venčkauskaitė       | 10 0(640)            | 2:16,88 min (1160)    | 69,57 s (1160)     | 11:36,63 min (2216)  | 5176         |
| 13    | POL  | Sylwia Gawlikowska          | 17 0(808)            | 2:17,35 min (1152)    | 78,78 s (1148)     | 12:15,27 min (2060)  | 5168         |
| 14    | CHN  | Miao Yihua                  | 20 0(880)            | 2:19,31 min (1132)    | 81,87 s (1136)     | 12:26,31 min (2016)  | 5164         |
| 15    | GER  | Lena Schöneborn             | 19 0(856)            | 2:19,76 min (1124)    | 92,43 s (1052)     | 11:58,18 min (2128)  | 5160         |
| 16    | EGY  | Aya Medany                  | 20 0(880)            | 2:18,70 min (1136)    | 79,27 s (1124)     | 12:31,92 min (1996)  | 5136         |
| 17    | RUS  | Jekaterina Churaskina       | 18 0(832)            | 2:29,07 min (1012)    | 68,81 s (1160)     | 11:59,04 min (2124)  | 5128         |
| 18    | FRA  | Amélie Cazé                 | 19 0(856)            | 2:11,33 min (1224)    | 74,59 s (1180)     | 13:08,71 min (1848)  | 5108         |
| 19    | POL  | Katarzyna Wójcik            | 16 0(784)            | 2:20,94 min (1112)    | 62,74 s (1140)     | 12:17,69 min (2052)  | 5088         |
| 20    | HUN  | Adrienn Tóth                | 24 0(976)            | 2:17,32 min (1156)    | 72,35 s (1100)     | 13:06,33 min (1852)  | 5084         |
| 21    | GBR  | Mhairi Spence               | 19 0(856)            | 2:16,51 min (1164)    | 81,85 s (1096)     | 12:46,23 min (1936)  | 5052         |
| 22    | CZE  | Natalie Dianová             | 17 0(808)            | 2:13,78 min (1196)    | 86,79 s (1056)     | 13:33,61 min (1988)  | 5048         |
| 23    | UKR  | Wiktorija Tereschtschuk     | 14 0(736)            | 2:16,07 min (1168)    | 88,64 s (1068)     | 12:24,64 min (2024)  | 4996         |
| 24    | KOR  | Yang Soo-jin                | 14 0(736)            | 2:17,93 min (1148)    | 65,98 s (1120)     | 12:40,71 min (1960)  | 4964         |
| 25    | ITA  | Claudia Cesarini            | 15 0(760)            | 2:22,77 min (1088)    | 89,15 s (1044)     | 12:25,66 min (2020)  | 4912         |
| 26    | GER  | Annika Schleu               | 12 0(688)            | 2:20,01 min (1120)    | 74,16 s (1140)     | 12:46,04 min (1936)  | 4884         |
| 27    | ITA  | Sabrina Crognale            | 20 0(880)            | 2:24,24 min (1072)    | 78,56 s (1128)     | 13:27,22 min (1772)  | 4852         |
| 28    | USA  | Suzanne Stettinius          | 11 0(664)            | 2:22,29 min (1096)    | 71,40 s (1120)     | 12:42,84 min (1952)  | 4832         |
| 29    | CAN  | Donna Vakalis               | 17 0(808)            | 2:22,19 min (1096)    | 104,64 s (844)     | 12:10,03 min (2080)  | 4828         |
| 30    | JPN  | Shino Yamanaka              | 07 0(568)            | 2:30,36 min 0(996)    | 76,02 s (1136)     | 11:58,56 min (2128)  | 4828         |
| 31    | FRA  | Élodie Clouvel              | 15 0(760)            | 2:09,87 min (1244)    | 90,63 s (1060)     | 13:44,50 min (1704)  | 4768         |
| 32    | BLR  | Hanna Wassiljonak           | 16 0(784)            | 2:32,87 min (968)     | 101,92 s (1016)    | 12:49,61 min (1924)  | 4692         |
| 33    | HUN  | Sarolta Kovács              | 11 0(664)            | 2:08,11 min (1264)    | DNF (420)          | 12:43,69 min (1948)  | 4396         |
| 34    | JPN  | Narumi Kurosu               | 08 0(592)            | 2:22,39 min (1092)    | 144,18 s (704)     | 13:52,94 min (1672)  | 4060         |
| 35    | RUS  | Jewdokija Gretschischnikowa | 22 0(928)            | 2:26,75 min (1040)    | DNF (0)            | 12:59,87 min (1884)  | 3852         |
| 36    | MEX  | Tamara Vega                 | 16 0(784)            | 2:18,72 min (1136)    | DNF (460)          | DNS                  | 2380         |

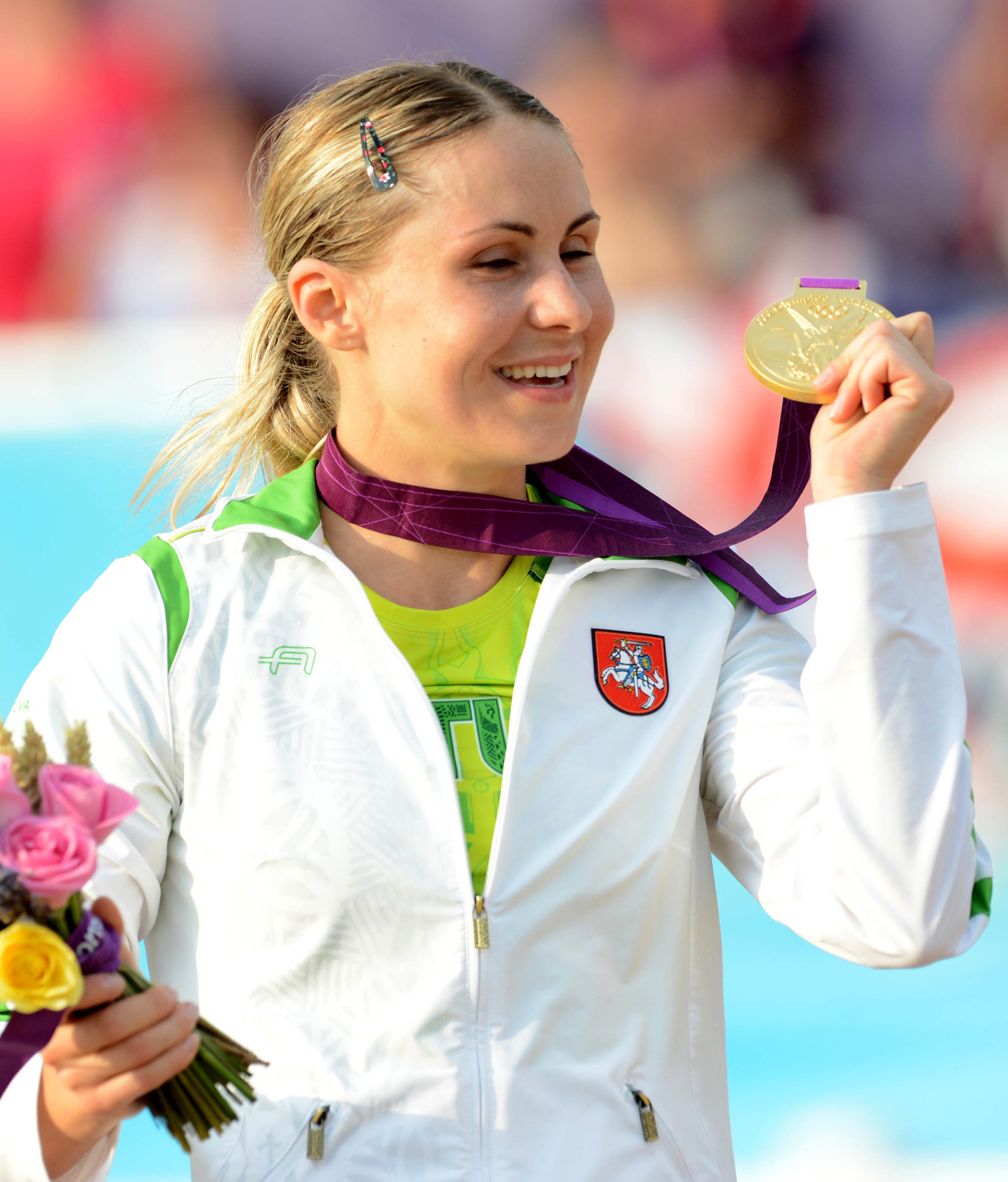
Laura Asadauskaitė-Zadneprovskienė
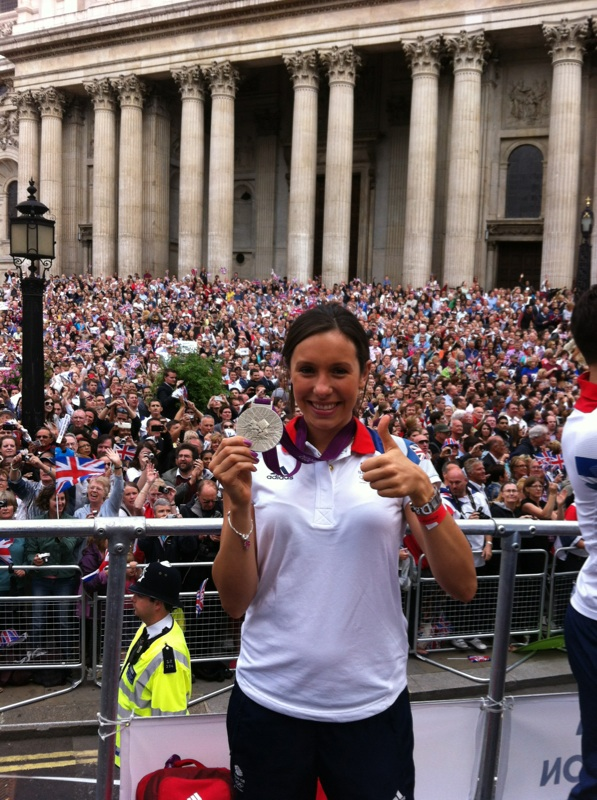
Samantha Murray
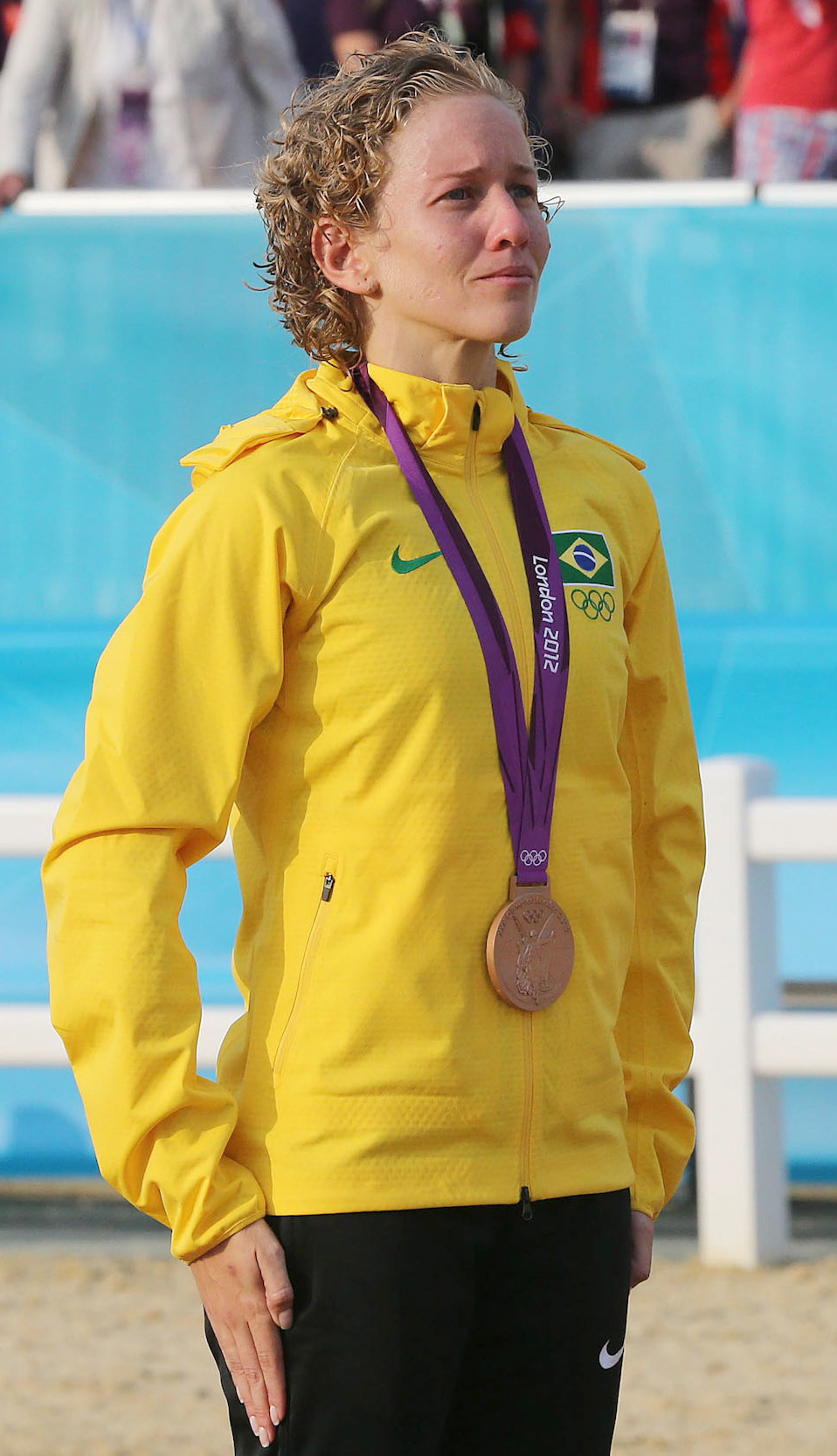
Yane Marques

## Qualifikation

### Qualifikationskriterien
An den Wettbewerben werden 72 Athleten teilnehmen, jeweils 36 Frauen und Männer. Zwei Quotenplätze waren dem gastgebenden NOK garantiert. Bis zu vier Quotenplätze konnte der Weltverband UIPM nach Abschluss der Qualifikationsphase per Einladung vergeben. Jedes NOK durfte insgesamt bis zu vier Athleten an den Start bringen, jeweils zwei Frauen und Männer.
Die folgenden Qualifikationskriterien galten parallel für Frauen und Männer. Der Sieger des Weltcup-Finales 2011 in London gewann einen Quotenplatz. Bei den Weltmeisterschaften 2011 in Moskau gewannen die drei bestplatzierten Athleten einen Quotenplatz. Die Weltmeisterschaften sollten zunächst vom 6. bis 14. September 2011 in Kairo stattfinden, wurde aber wegen der politischen Unruhen neu vergeben. Weitere Plätze wurden dann bei den kontinentalen Meisterschaften vergeben. Ein Quotenplatz wurde bei den Afrikameisterschaften in Alexandria vergeben, vier bei den Panamerikanischen Spielen in Guadalajara, sechs bei der Asien-/Ozeanienmeisterschaften in Chengdu (fünf für Asien, einer für Ozeanien) und acht bei den Europameisterschaften in Medway. Drei weitere Quotenplätze wurden bei den Weltmeisterschaften 2012 in Rom vergeben. Die letzten sieben Plätze wurden über die Weltrangliste zum Stichtag 1. Juni 2012 verteilt. Hatte ein Athlet bereits einen Quotenplatz gewonnen und erreichte erneut eine Platzierung, die einen Quotenplatz garantierte, so erhielt diesen der nächstfolgende Athlet ohne Quotenplatz.
Liste der Qualifikationsturniere:
- Asien-/ Ozeanienmeisterschaften in  Chengdu, 19. bis 22. Mai 2011
- Weltcupfinale in  London, 8. bis 10. Juli 2011
- Afrikameisterschaften in  Alexandria, 22. bis 24. Juli 2011
- Europameisterschaften in  Medway, 28. Juli bis 1. August 2011
- Weltmeisterschaften in  Moskau, 8. bis 14. September 2011
- Panamerikanische Spiele in  Guadalajara, 15. bis 16. Oktober 2011
- Weltmeisterschaften in  Rom, 7. bis 13. Mai 2012

### Gewonnene Quotenplätze
| Gewonnene Quotenplätze nach NOKs | Gewonnene Quotenplätze nach NOKs | Gewonnene Quotenplätze nach NOKs | Gewonnene Quotenplätze nach NOKs |
| NOK                              | Frauen                           | Männer                           | Gesamt                           |
| -------------------------------- | -------------------------------- | -------------------------------- | -------------------------------- |
| Ägypten                          | 1                                | 2                                | 3                                |
| Australien                       | 1                                | 1                                | 2                                |
| Brasilien                        | 1                                |                                  | 1                                |
| Chile                            |                                  | 1                                | 1                                |
| China                            | 2                                | 2                                | 4                                |
| Deutschland                      | 2                                | 2                                | 4                                |
| Frankreich                       | 2                                | 1                                | 3                                |
| Großbritannien                   | 2                                | 2                                | 4                                |
| Guatemala                        |                                  | 1                                | 1                                |
| Irland                           | 1                                |                                  | 1                                |
| Italien                          | 2                                | 2                                | 4                                |
| Japan                            | 2                                | 1                                | 3                                |
| Kanada                           | 2                                |                                  | 2                                |
| Kasachstan                       |                                  | 2                                | 2                                |
| Lettland                         | 1                                | 1                                | 2                                |
| Litauen                          | 2                                | 1                                | 3                                |
| Mexiko                           | 1                                | 1                                | 2                                |
| Österreich                       |                                  | 1                                | 1                                |
| Polen                            | 2                                | 2                                | 4                                |
| Russland                         | 2                                | 2                                | 4                                |
| Südkorea                         | 1                                | 2                                | 3                                |
| Tschechien                       | 1                                | 2                                | 3                                |
| Ukraine                          | 2                                | 2                                | 4                                |
| Ungarn                           | 2                                | 2                                | 4                                |
| USA                              | 2                                | 1                                | 3                                |
| Weißrussland                     | 2                                | 2                                | 4                                |
| Quotenplätze Gesamt              | 36                               | 36                               | 72                               |

Aufgrund einer ausreichend hoher Zahl qualifizierter NOKs, insgesamt konnten sich Athleten aus 26 verschiedenen NOKs die Teilnahme sichern, vergab die UIPM im Juni 2012 alle noch offenen Quotenplätze per Weltrangliste. Argentinien gewann einen kontinentalen Quotenplatz, verzichtete jedoch auf die Nominierung eines Athleten.